# Córdoba (Nariño)
Pour les articles homonymes, voir Córdoba.
Córdoba est une municipalité située dans le département de Nariño en Colombie.